# سيرج هيفيز
سيرج هيفيز (بالفرنسية: Serge Hefez)‏ (و. 1955 – م) هو طبيب نفسي، ومحلل نفسي من فرنسا. ولد في الإسكندرية.

## وصلات خارجية
- سيرج هيفيز على موقع IMDb (الإنجليزية)
- سيرج هيفيز على موقع ألو سيني (الفرنسية)
- سيرج هيفيز على موقع أول موفي (الإنجليزية)
- سيرج هيفيز على موقع قاعدة بيانات الفيلم (الإنجليزية)
- سيرج هيفيز على موقع كينوبويسك (الروسية)